# Estádio Municipal de Volos
O Estádio Municipal de Volos é um estádio de futebol, localizado em Volos, Grécia. 
Inaugurado em 1962, tem capacidade para 9.000 pessoas, o recorde do estádio não é de um clube local, é entre o Olympiakos de Piraeus, e o Aris Salônica. O Clube que manda jogos no estádio é o Ethnikos Olympiakos Volos.